# وزارة أملاك الدولة (تونس)
وزارة أملاك الدولة والشؤون العقارية هي الوزارة مسؤولة عن أملاك الدولة والشؤون العقارية في تونس.

## المهام
وفقا للأمر عدد 999 لسنة 1990 مؤرخ في 11 جوان 1990 تكلف وزارة أملاك الدولة بالمهام التالية:
- تصور وتنفيذ سياسة الدولة المتعلقة بأملاك الدولة العامة والخاصة والمتمثلة في كل المكاسب والحقوق المنقولة وغير المنقولة الراجعة بالملكية للدولة.
- دراسة جميع المسائل المتعلقة بحفظ أملاك الدولة في مختلف القطاعات بالتعاون مع الهياكل المعنية.
- ضبط أملاك الدولة العامة والخاصة المنقولة وغير المنقولة واقامة جرد تام لها.
- مسك سجلات ودفاتر كشف مكاسب الدولة.
- مسك قائمة في مساهمات الدولة ومتابعة جميع العمليات المتعلقة بها.
- تجميع المعلومات المتعلقة بسجلات ودفاتر كشف مكاسب الجماعات العمومية الجهوية والمحلية والمؤسسات والمنشآت العمومية.
- مراقبة التصرف في الممتلكات المنقولة وغير المنقولة الراجعة للدولة.
- متابعة التصرف في الممتلكات المنقولة وغير المنقولة الراجعة للجماعات العمومية الجهوية والمحلية والمؤسسات والمنشآت العمومية.
- تخصيص العقارات التابعة لملك الدولة الخاص والتفويت فيها
- شراء وانتزاع العقارات لفائدة الدولة، والمؤسسات العمومية ذات الصبغة الإدارية بطلب منها وبالتعاون مع الوزارات المعنية.
- كراء العقارات الدولية لفائدة الغير.
- مراقبة كراء العقارات لفائدة الدولة، والمؤسسات العمومية ذات الصبغة الإدارية بالتعاون مع الوزارات المعنية.
- المصادقة بالاشتراك مع وزارة الفلاحة على اسناد حق استغلال الأراضي الفلاحية التابعة للدولة.
- إجراء الاختبارات وتحديد القيم الشرائية والكرائية قبل كل عملية شراء أو بيع أو معاوضة أو تسويغ عقارات لفائدة الدولة وبطلب منها لفائدة المؤسسات العمومية ذات الصبغة الإدارية والجماعات العمومية الجهوية والمحلية والمنشآت العمومية.
- السهر على حماية املاك الدولة العامة والخاصة من كل اعتداء ومن كل اهمال بالتعاون مع الهياكل المعنية.
- القيام باجراءات تحديد ملك الدولة العام والخاص بالتعاون مع الوزارات المعنية.
- مسك وحفظ ارشيف ووثائق املاك الدولة طبقا للتشريع الجاري به العمل.
- متابعة عمليات التسجيل العقاري والانتزاع لفائدة الملك العام والخاص للدولة وللمؤسسات العمومية ذات الصبغة الإدارية.
- متابعة تنفيذ الأحكام الصادرة في القضايا التي تتعلق بملك الدولة والمؤسسات العمومية ذات الصبغة الإدارية.

## قائمة الوزراء
| الوزير | الوزير                 | الحزب | الحزب                      | الحكومة                                              | تواريخ العهدة  | تواريخ العهدة  |
| ------ | ---------------------- | ----- | -------------------------- | ---------------------------------------------------- | -------------- | -------------- |
|        | مصطفى بوعزيز           |       | التجمع الدستوري الديمقراطي | حكومة حامد القروي                                    | 3 مارس 1990    | 22 أبريل 1999  |
|        | رضا قريرة              |       | التجمع الدستوري الديمقراطي | حكومة حامد القروي حكومة محمد الغنوشي الأولى          | 22 أبريل 1999  | 14 يناير 2010  |
|        | زهير المظفر            |       | التجمع الدستوري الديمقراطي | حكومة محمد الغنوشي الأولى                            | 14 يناير 2010  | 12 أكتوبر 2010 |
|        | فؤاد دغفوس             |       | التجمع الدستوري الديمقراطي | حكومة محمد الغنوشي الأولى حكومة محمد الغنوشي الثانية | 12 أكتوبر 2010 | 27 يناير 2011  |
|        | أحمد عظوم              |       | مستقل                      | حكومة محمد الغنوشي الثانية حكومة الباجي قايد السبسي  | 27 يناير 2011  | 24 ديسمبر 2011 |
|        | سليم بن حميدان         |       | المؤتمر من أجل الجمهورية   | حكومة حمادي الجبالي حكومة علي العريض                 | 24 ديسمبر 2011 | 29 يناير 2014  |
|        | حاتم العشي             |       | الاتحاد الوطني الحر        | حكومة الحبيب الصيد                                   | 6 فبراير 2015  | 27 أغسطس 2016  |
|        | مبروك كرشيد            |       | مستقل                      | حكومة يوسف الشاهد                                    | 6 سبتمبر 2017  | 14 نوفمبر 2018 |
|        | الهادي الماكني         |       | مستقل                      | حكومة يوسف الشاهد                                    | 14 نوفمبر 2018 | 8 نوفمبر 2019  |
|        | رضوان عيارة (بالنيابة) |       | مستقل                      | حكومة يوسف الشاهد                                    | 8 نوفمبر 2019  | 27 فبراير 2020 |
|        | غازي الشواشي           |       | التيار الديمقراطي          | حكومة إلياس الفخفاخ                                  | 27 فبراير 2020 | 24 أغسطس 2020  |
|        | ليلى جفال              |       | مستقل                      | حكومة هشام المشيشي                                   | 24 أغسطس 2020  | فبراير 2021    |
|        | محمد الرقيق            |       | مستقل                      | حكومة نجلاء بودن                                     | 11 أكتوبر 2021 | الآن           |

### كتاب الدولة
- 17 يناير 2011 - 7 مارس 2011: أحمد عظوم.
- 29 يناير 2014 - 6 فبراير 2015: محمد كريم الجموسي.
- 27 أغسطس 2016 - 6 سبتمبر 2017: مبروك كرشيد (كاتب دولة لدى وزيرة المالية مكلف بأملاك الدولة والشؤون العقارية).

## مؤسسات تحت الإشراف
تشرف وزارة أملاك الدولة على إدارة الملكية العقارية (مكلفة أساسا بإقامة الرسوم العقارية تنفيذا للأحكام الصادرة بالتسجيل بالإضافة إلى بقية الوظائف الإشهارية الأخرى ووظيفة تحرير العقود.).

## روابط خارجية
- موقع وزارة أملاك الدولة والشؤون العقارية التونسية